# Modèle cosmologique bi-métrique
 (octobre 2019).
La gravité bimétrique ou bigravité comprend deux ensembles différents de modèles cosmologiques. Le premier ensemble repose sur des théories mathématiques modifiées de la loi de la gravitation, dans lesquelles deux tenseurs métriques sont utilisés au lieu d'un seul. La seconde métrique peut être introduite dans les calculs pour les états élevés de densité d'énergie, avec l'implication que la vitesse de la lumière pourrait être dépendante de la densité d'énergie, ce qui permet aux modèles de recourir à une vitesse variable de la lumière. Dans ces cas, la seconde métrique se réfère à des gravitons, particules hypothétiques dotées d’une masse (en), et même dans certaines études d’un « spectre de masse ». Il s'agit alors d'extensions de la théorie de la gravité massive (en).
Au contraire, les théories de la gravité bimétrique du second ensemble ne reposent pas sur des gravitons massifs et ne modifient pas les lois de Newton, mais elles décrivent à la place l'Univers comme une variété ayant deux métriques riemanniennes couplées où la matière peuplant les deux secteurs interagit par la gravitation, y compris entre les deux versants d'univers. La gravité répulsive ou antigravitation apparaît si la topologie et l'approximation newtonienne considérées introduisent des masses négatives et des états d'énergie négative (en) dans la cosmologie en tant qu'alternative à la matière noire et à l'énergie sombre. Quelques-uns de ces modèles cosmologiques utilisent également une vitesse variable de la lumière dans l'état de densité d'énergie élevée de l'ère radiative (en), remettant en cause l'hypothèse de l'inflation cosmique,,,.
Il existe ainsi une diversité de propositions de modèles bimétriques qui ont le plus souvent peu d'aspects en commun, et qui sont plus ou moins avancés dans leur capacité à expliquer les observations. Sabine Hossenfelder en a recensé 18 qui partagent des considérations de symétrie similaires au sien.

## À la recherche du bon modèle cosmologique

### Les questions ouvertes du modèle cosmologique standard ΛCDM

#### La violation de la parité matière-antimatière
L'énigme de l'antimatière – « pourquoi n'y a-t-il que peu d'antimatière dans l'Univers ? » (asymétrie baryonique de l'Univers), ou en d'autres termes « pourquoi est-ce la matière qui l'a emporté sur l'antimatière ? » (baryogénèse) – a également débouché pour quelques scientifiques sur l'hypothèse d'une forme d'univers parallèle (par exemple, les feuillets en symétrie CPT décrits par Andreï Sakharov). Dans le cadre d'une théorie des champs quantiques, cette asymétrie requiert que les trois conditions de Sakharov soient réalisées : une brisure de la symétrie CP, une non-conservation du nombre baryonique, et un processus hors-équilibre thermique mettant en jeu ces deux phénomènes. Le modèle standard des particules conserve ce nombre baryonique, et il est généralement considéré que la violation de CP présente dans le modèle standard n'est pas suffisante pour expliquer l'excès de matière, nécessitant ainsi de la physique au-delà du modèle standard.

#### La matière noire comme solution proposée à la masse manquante de l'Univers
Le modèle cosmologique postule l'existence de matière noire pour expliquer les vitesses des étoiles au sein les galaxies, les vitesses des galaxies au sein des amas, les vitesses des amas au sein des super-amas, ainsi que les effets de lentille gravitationnelle forte autour des super-amas.
Le premier problème vient de ce que la matière noire représente de 10 à 30 fois plus de masse que la matière visible.
Le deuxième problème vient de ce que le tenseur énergie-impulsion de la matière noire pourrait tout ou en partie être déplacé du membre de droite au membre de gauche de l'équation d'Einstein, résultant en une théorie de la gravité modifiée, comme la théorie MOND, par exemple, au lieu de garder intacte la relativité générale et de changer le contenu en matière. Cependant, l'observation de l'amas de la Balle, et d'autres amas similaires, tend à accréditer l'hypothèse de la matière noire au détriment d'une modification de la gravité par la théorie MOND classique.
Un autre problème clef est que, pour pouvoir s'insérer dans une extension du modèle standard des particules, la matière noire devrait être constituée de particules. Le candidat préféré depuis les années 1990 est le plus léger des neutralinos, prédit par la supersymétrie. Mais aucune des expériences dédiées à la détection de ces particules (XENON, LUX (en) pour les plus importantes) n'en a découvert. De plus, le LHC n'a pour l'instant[Quand ?] pas mis en évidence des preuves de la supersymétrie. Les recherches s'orientent maintenant[Quand ?] vers le domaine vierge des particules candidates pour la matière noire d'une masse inférieure à 1 GeV, et il faudrait attendre une décennie pour être fixé. Aujourd'hui[Quand ?], cette absence de particule candidate pour la matière noire est donc un problème ouvert.

#### L'expansion accélérée de l'Univers
Il est avéré depuis 1998 que l'expansion de l'Univers va en s'accélérant, plus précisément que le paramètre de décélération
{\displaystyle q=-\left(1+{\frac {\dot {H}}{H^{2}}}\right)}
est négatif et vaut aujourd'hui -0,5275. Il valait 0 il y a environ 6 milliards d’années et était positif avant (phase antérieure de décélération dans l’expansion de l’Univers). Il va continuer à l’avenir de tendre vers sa valeur limite inférieure de -1 à laquelle correspondra aussi une valeur limite minimale de H (qui décroît avec le temps) et une valeur nulle de Ḣ = dH/dt. Dans le cadre de la métrique de Friedmann-Lemaître-Robertson-Walker, qui est solution de l'équation d'Einstein pour un univers homogène et isotrope, cette observation est le signe caractéristique que la constante cosmologique est non-nulle. Il se trouve qu'elle représente même environ 70 % de la densité d'énergie totale, ΩΛ ≈ 0,7 (et même plus précisément 0,685 selon les mesures de l’expérience PLANCK). La constante cosmologique est un paramètre libre de la relativité générale: comme l'a montré Élie Cartan, les équations les plus générales qui dépendent linéairement des seules dérivées secondes de la métrique sont les équations d'Einstein avec une constante cosmologique (le fait que cette dernière ne fit pas partie de la première version de la théorie publiée par Einstein n'est qu'un accident historique).
Deux points posent alors question. Tout d'abord, si l'on tente de modéliser la constante cosmologique comme une énergie du vide, les tentatives de calcul en théorie quantique des champs par les méthodes usuelles donnent un résultat différent par 120 ordres de magnitude. Ensuite, la constante cosmologique représentait une fraction égale à 10-95 de celle de la matière au temps de Planck, ce qui pose un problème dit d'ajustement fin si cette constante devait être un phénomène émergeant d'une théorie plus fondamentale.
La résolution de ces questions est un sujet actif de recherche. Certains modèles essaient, par exemple, de trouver une explication unifiée pour la matière noire et la constante cosmologique, comme le modèle du fluide sombre, alors que d'autres essaient de modéliser cette dernière seulement en introduisant un champ scalaire dont l'équation d'état résulte en une constante cosmologique variant avec le temps, ce qui pourrait permettre de résoudre le problème d'ajustement fin à l'échelle de Planck : voir le modèle de la Quintessence. Les modèles cosmologiques bimétriques constituent une autre approche de solution.

### Évolution historique des théories bimétriques
Dans le premier ensemble de théories mentionné en introduction, si les deux métriques sont dynamiques et interagissent, une première possibilité implique deux modes de graviton, l'un avec masse et l'autre sans masse ; de telles théories bimétriques sont alors très proches de la gravité massive (en)[évasif]. Plusieurs théories bimétriques avec des gravitons massifs existent, telles que celles attribuées à Nathan Rosen (1909–1995),, ou Mordehai Milgrom avec la théorie bimétrique MOND, qui est une généralisation relativiste de la théorie MOND. Plus récemment[Quand ?], des développements de la gravité massive ont aussi conduit à des nouvelles variantes dans le domaine de la gravité bimétrique. Cependant, aucune d'entre elles n'a pu rendre compte des observations physiques plus précisément ou de manière plus cohérente que la théorie de la relativité générale. On a montré que la théorie de Rosen était incompatible avec les observations du pulsar binaire Hulse–Taylor. Quelques-unes de ces théories conduisent à une accélération de l'expansion cosmique à des ères tardives et sont de ce fait des alternatives à l'énergie sombre,.

Schéma du modèle cosmologique bi-métrique. Image 2D didactique du modèle des univers jumeaux de Sakharov. Ces deux univers, issus de la même singularité cosmique par un big bang et son inverse, ont des flèches du temps opposées.

Andreï Sakharov fut un des précurseurs des modèles bimétriques et on peut considérer qu'il ouvrit la voie pour les travaux ultérieurs dans ce domaine. La théorie de Born-Infeld (1934) pourrait être considérée selon Moffat[réf. nécessaire] comme une toute première forme de modèle bimétrique, bien qu'elle ne s'applique pas à la gravité.
À la suite du paradoxe de la violation de symétrie CP, Andreï Sakharov émit en 1967 l'hypothèse de l'existence d'un deuxième univers, parallèle, où de manière symétrique l'antimatière prédominerait sur la matière. La partition de l'univers fondamental en deux univers parallèles appelés « feuillets » dans lesquels prédominerait la matière pour l'un et l'antimatière pour l'autre pourrait ainsi réconcilier modèle cosmologique et observations. Cet univers jumeau serait en symétrie CPT par rapport au nôtre :
- avec une inversion des signes des charges quantiques (symétrie C),
- et géométriquement inversée (symétrie P),
- mais également la flèche du temps y serait en opposition (symétrie T).

Ces propriétés font que la matière habituelle y serait remplacée par une antimatière telle que définie initialement par Stueckelberg (l'idée des antiparticules qui « reculent dans le temps » est reprise par Feynman dans ses diagrammes).
En décembre 2018, Latham Boyle, Kieran Finn et Neil Turok ont fait publier un modèle cosmologique fondé sur l'existence d'un univers miroir du nôtre, peuplé d'antimatière et « remontant le temps », similaire à celui de Sakharov. Il est donc en symétrie CPT. C'est une explication soulignée comme « évidente » de la présence de matière et l'absence d'antimatière dans notre univers connu. Les auteurs introduisent une nouvelle espèce hypothétique de neutrino de très grande masse (plus de 500 millions de fois plus lourd que le proton, soit 4,8×108 GeV/c²) comme explication candidate à la nature de la matière noire,,,.
Quelques théories et modèles récents dont certaines continuent d’être développées :
- la théorie « Dark gravity »[2] de F. Henry-Couannier,
- le modèle bimétrique avec échange de symétrie[3] de Sabine Hossenfelder,
- le modèle bimétrique fondé sur la gravité massique[27] par Thibault Damour et Ian I. Kogan,
- le modèle d'inversion spatiale et temporelle d'Univers couplés en relativité symétrique[28] par Mohammed. B. Al-Fadhli[29],
- le modèle bimétrique avec symétrie CPT « Janus »[30] de Jean-Pierre Petit.
  - Il semble aussi que le physicien britannique Julian Barbour, spécialiste de gravité quantique, invité à l'Université d'Oxford, après avoir défendu la non existence du temps[31], se rallie à cette hypothèse du « point Janus » des univers jumeaux de Sakharov, avec des flèches du temps opposées issues de la même singularité cosmique initiale[réf. souhaitée].
  - Ces derniers modèles reliés par la conjecture « Janus » sont hypothétiques et encore controversés.